# Burg Dürnau
Die Burg Dürnau, auch Schlößlesbühl genannt, ist eine abgegangene Höhenburg auf einer 636,4 m ü. NN hohen Bergkuppe bei der Gemeinde Dürnau im Landkreis Biberach in Baden-Württemberg. 
Die vermutlich 1171 erbaute Burg war im Besitz der Herren von Dürnau, der Herren von Reute, der Herren von Hornstein und des Stifts Buchau. Von der ehemaligen Burganlage sind noch Reste eines Ringgrabens zu sehen.